# Kék Bogár (film)
A Kék Bogár (eredeti cím: Blue Beetle) 2023-as amerikai szuperhősfilm, amely a DC Comics karakterén , Jaime Reyes / Kék Bogáron alapul. A filmet Ángel Manuel Soto rendezte és Gareth Dunnet-Alcocer írta. A főbb szerepekben Xolo Maridueña, Bruna Marquezine, Adriana Barraza, Damián Alcázar, Elpidia Carrillo, George Lopez, Raoul Max Trujillo és Susan Sarandon látható.
A filmet az Amerikai Egyesült Államokban, 2023. augusztus 18-án, Magyarországon 2023. augusztus 17-én mutatták be a mozikban. A film általában pozitív kritikákat kapott a kritikusoktól, akik dicsérték Maridueña teljesítményét.

## Cselekmény
Az Antarktisz távoli tundráján a Kord Industries tagjai, élükön a cég társalapítójával és vezérigazgatójával, Victoria Korddal, megtalálnak egy ősi idegen leletet, a Szkarabeuszt.
Eközben Jaime Reyes visszatér szülővárosába, Palmera Citybe, miután elvégezte a gothami Jogi Egyetemet, és megtudja, hogy családját anyagi nehézségek miatt kilakoltatják otthonukból. Jaime nővérének, Milagrónak sikerül munkát szereznie neki Victoria villájában. Azonban mindkettőjüket kirúgják, miután Jaime megakadályoz egy összetűzést Victoria és unokahúga, Jenny között. Jenny később azt mondja Jaime-nak, hogy másnap találkozzon vele a Kord Toronyban, hogy megbeszéljenek egy "munkalehetőséget".
Másnap Jenny rájön, hogy Victoria az Egyszemélyes Hadtest projektjeihez használja a Szkarabeuszt. Ellopja a Szkarabeuszt, és egy Big Belly Burger  dobozba rejtve átadja Jaime-nek. Otthon Jaime családja meggyőzi őt, hogy nyissa ki a Szkarabeusz-dobozt. Amikor Jaime megérinti, a Szkarabeusz aktiválódik és összeolvad vele, páncélozott vázba burkolva őt.
Jaime később megtalálja Jennyt, és megmenti Victoria fegyvereseitől. A nő elmondja Jaime-nek, hogy a szkarabeusz egy érző fegyver, és hogy önként választotta Jaime-t, hogy a gazdatestévé váljon. Jaime nagybátyja, Rudy segítségével Jaime és Jenny betörnek a Kord toronyba, hogy visszaszerezzenek egy okosórát, amely egykor Jenny apjáé, Tedé volt, de megtámadja őket Victoria testőre, Ignacio Carapax, akinek a testébe egy OMAC prototípust ültettek. A szkarabeusz, akiről kiderül, hogy Khaji-Da, ideiglenesen átveszi Jaime testét, és megküzd Carapaxszal. Rudy és Jenny segítenek ártalmatlanná tenni Carapaxot, majd Jaime-mal együtt elmenekülnek Jenny gyerekkori otthonába.
Jenny Ted órájával aktiválja a titkos laboratóriumát, és Jaime-nek elárulja, hogy Ted eredetileg egy Kék Bogár nevű igazságosztó volt, aki egész életében a Khaji-Da-t tanulmányozta, mielőtt rejtélyes módon eltűnt, és Victoria kezében hagyta a cégét. Amikor észreveszik, hogy Victoria helikoptere Jaime otthona felé repül, Jaime megidézi Khaji-Dát, és visszatér, hogy megvédje a családját. Miközben menekülnek, Jaime apja, Alberto szívrohamot kap és meghal, ami eltereli Jaime figyelmét, és lehetővé teszi Carapax számára, hogy elfogja őt. Jaime-t egy Kuba melletti szigetre viszik, ahol egy olyan géphez kötözik, amely információkat tölt le Khaji-Da-tól az OMAC-ok számára. Eszméletlen állapotban Jaime látomást lát az apjától, aki arra bátorítja, hogy vállalja fel a sorsát, mint az új Kék Bogár. Jaime felébred és megszökik, miközben Carapax OMAC-ruhája aktiválódik és erősebb formát ölt.
Jenny és a Reyes család Ted bogárhajóját és annak fegyverarzenálját használja a sziget megrohamozására. Jaime újraegyesül a családjával, majd találkozik Carapaxszal, és megküzd vele. Jaime majdnem megöli Carapaxot, mielőtt Khaji-Da feltárja Jaime előtt az emlékeit arról, hogy Carapaxot Victoria rabszolgasorba taszította az OMAC-kísérletekhez, beleértve Carapax édesanyjának Victoria keze által okozott halálát, ami arra készteti Jaime-t, hogy megkímélje őt. Carapax fellázad Victoria ellen, és felrobbantja OMAC-ruháját, elpusztítva a szigetet, önmagát és Victoriát, bosszúból az anyja miatt. Miközben a Reyes család elmenekül a szigetről és időt szakítanak Alberto meggyászolására.
Ezt követően Jenny lesz a Kord Industries új vezérigazgatója, és megígéri, hogy helyrehozza a Reyes családnak okozott károkat, segít nekik újjáépíteni az otthonukat. Miközben a szomszédok a Reyes család otthonának maradványai köré gyűlnek és támogatást nyújtanak, Jaime megcsókolja Jennyt, majd felajánlja, hogy elrepíti a Kord birtokra.
A stáblista közepén egy torzított felvételt sugároznak Ted laboratóriumában, amely arról próbálja tájékoztatni Jennyt, hogy életben van.

## Szereplők
| Színész            | Szerep                                                   | Magyar hang          | Leírás |
| ------------------ | -------------------------------------------------------- | -------------------- | --- |
| Xolo Mariduena     | Jaime Reyes / Kék Bogár                                  | Kenéz Ágoston        | Friss diplomás főiskolás, aki szuperképességekre tesz szert, amikor egy idegen szkarabeusz és egy erőteljes, rekonfigurálható mesterséges külső váz veszi körül a testét. |
| Bruna Marquezine   | Jenny Kord                                               | Rigler Renáta        | Ted Kord lánya és Jaime szerelme. |
| Adriana Barraza    | Nana                                                     |                      | Jaime nagymamája. |
| Damián Alcázar     | Alberto Reyes                                            | Mihályfi Balázs      | Jaime apja. |
| Raoul Max Trujillo | Ignacio Carapax / OMAC                                   | Csík Csaba Krisztián | Victoria Kord testőre. |
| Susan Sarandon     | Victoria Kord                                            | Kubik Anna           | Üzletasszony és Ted Kord nővére, aki mindenáron meg akarja szerezni a Szkarabeuszt.                                                                                       |
| George Lopez       | Rudy Reyes                                               | Rába Roland          | Alberto testvére, Jaime és Milagro nagybátyja. |
| Elpidia Carrillo   | Rocio Reyes                                              | Náray Erika          | Jaime anyja. |
| Belissa Escobedo   | Milagro Reyes                                            | Nagy Blanka          | Jaime húga. |
| Harvey Guillén     | Dr. Jose Francisco Morales Rivera de la Cruz / "Sanchez" | Jánosi Ferenc        | Victoria számára dolgozó tudós. |
| Becky G            | Khaji-Da                                                 | Tóth Szilvia Lilla   | A szkarabeusz Jaime testében aki segíti és védelmezi őt. |

### Magyar változat
- Magyar szöveg: Tóth Tamás
- Felvevő hangmérnök: Schriffert László
- Vágó: Simkóné Varga Erzsébet
- Gyártásvezető: Gelencsér Adrienne
- Szinkronrendező: Nikodém Zsigmond
- Produkciós vezető: Hagen Péter

A szinkront a Mafilm Audio Kft. készítette.

## A film készítése
A Warner Bros. Pictures és a DC Films 2018 novemberének végére egy Jaime Reyes / Kék Bogár című filmet fejlesztett, amelynek forgatókönyvét a mexikói születésű Gareth Dunnet-Alcocer írja. A Warner Bros. számára Zev Foreman volt a projekt vezető producere, amely az első DC Extended Universe (DCEU) film, valamint az első élőszereplős szuperhősfilm lett volna latin-amerikai főszereplővel. 2020 decemberére a DC Films azt tervezte, hogy a DC Films új elnökének, Walter Hamadának a DCEU-ra vonatkozó tervének részeként évente több közepes költségvetésű filmet kizárólag az HBO Max streaming szolgáltatáson, nem pedig a mozikban ad ki. A film rendezésére Angel Manuel Soto Puerto Ricó-i rendezőt szerződtették 2021 februárjában. A Warner Bros-tól kapott hívás során, Soto különböző ötleteket vetett fel, többek között egy Bane eredettörténetéről szóló filmet, de a Warner Bros. azt tervezte, hogy Reyes Kék Bogárról szóló filmet rendezzen. Áprilisban a film felkerült a DC azon filmek listájára, amelyek várhatóan 2022-ben vagy 2023-ban kerülnek a mozikba. A forgatás 2022 elején kezdődött volna. Bár a filmet eredetileg HBO Max-exkluzívnak szánták, a stúdió úgy döntött, hogy moziban is kiadja, miután tetszett nekik Soto kreatív elképzelése.

### Forgatás
A forgatás 2022. május 25-én kezdődött, a koronavírus-járvány idején. A forgatás Atlanta környékén zajlott, elsősorban a Wilder Studiosban, Decaturban. A forgatás El Pasóban is zajlott. A forgatás július 18-án fejeződött be Puerto Ricoban.

### Zene
Bobby Krlic a 2023 áprilisában megjelenő előzetessel megerősítette, hogy a film zenéjét fogja szerezni. Az album az ő zenéjével a WaterTower Music kiadónál jelent meg 2023. augusztus 18-án.
Az összes szám szerzője Bobby Krlic, except where noted..
| 1.  | The Sphere                                                 |                    |  |
| 2.  | Victoria Kord                                              |                    |  |
| 3.  | Stealing the Scarab                                        |                    |  |
| 4.  | The Transformation                                         |                    |  |
| 5.  | Stratosphere Flight                                        |                    |  |
| 6.  | Jaime Wakes Up                                             |                    |  |
| 7.  | Breaking into Kord                                         |                    |  |
| 8.  | Kord Tower Fight                                           |                    |  |
| 9.  | Ted Kord's Lair                                            |                    |  |
| 10. | Healing                                                    |                    |  |
| 11. | Jenny's Childhood                                          |                    |  |
| 12. | Good News and Bad News                                     |                    |  |
| 13. | Before the Raid                                            |                    |  |
| 14. | Manifest Fight                                             |                    |  |
| 15. | Reyes House Attack                                         |                    |  |
| 16. | Heart Attack                                               |                    |  |
| 17. | Activating the Bug Ship                                    |                    |  |
| 18. | Dad's Gadgets                                              |                    |  |
| 19. | Nana Leads                                                 |                    |  |
| 20. | Bug Ship to the Island                                     |                    |  |
| 21. | Leaving the Bug Ship                                       |                    |  |
| 22. | The Cosmic Realm                                           |                    |  |
| 23. | Rebooting                                                  |                    |  |
| 24. | Nana's Theme                                               |                    |  |
| 25. | Blue Beetle vs Carapax Pt 1                                |                    |  |
| 26. | Blue Beetle vs Carapax Pt 2                                |                    |  |
| 27. | Sacrifices for the Greater Good (featuring Daniela Lalita) |                    |  |
| 28. | Now We Can Cry                                             |                    |  |
| 29. | Blue Beetle Suite                                          |                    |  |
| 30. | Será Que No Me Amas (Blame It on the Boogie)               | Damian Castroviejo |  |
| 31. | Tú Serás Mi Baby (Be My Baby)                              | Juventud Crasa     |  |